# Giuseppe Baldo
Giuseppe Baldo (27. července 1914, Piombino Dese, Italské království – 31. července 2007, Montecatini Terme, Itálie) byl italský fotbalista, člen zlatého olympijského mužstva na 11. letních olympijských hrách 1936 v Berlíně.

## Životopis
Baldo se narodil v Piombino Dese poblíž Padovy. V roce 1932 začal hrát v italské sérii „A“ za tým Calcio Padova, ale když tento tým sestoupil v roce 1935 do série „B“ (2. liga), odešel do Říma, kde strávil sedm sezón v Laziu Řím s výjimkou jedné sezóny, kdy hrál za Calcio Vicenza. Hrál v záloze a byl znám svým velkým odhodláním, které do hry dával. Za Lazio hrál celkem ve 169 mistrovských zápasech a vstřelil osm branek. Hrál také v šesti utkáních Středoevropského poháru. V roce 1937 hrál za Lazio neúspěšné finále (proti Ferencvárosu Budapešť) tohoto poháru. Kromě účasti ve vítězném olympijském výběru Itálie r. 1936 sehrál také jedno mezistátní utkání za italský národní „A“ tým. V roce 1942 ukončil aktivní kariéru.
Během několika dalších sezón pracoval Giseuppe Baldo ve vedení Italské fotbalové federace, načež se stal ředitelem sportovní akademie. V pozdějších letech žil v Montecatini Terme v Toskánsku, odkud pocházela jeho manželka. Zde také ve věku 93 let zemřel jako poslední ze zlatého olympijského týmu 1936, když o několik týdnů přežil Luigiho Scarabellu.

## Olympijském turnaj v Berlíně
Turnaj byl hrán vyřazovacím způsobem. Kvalita turnaje utrpěla neúčastí týmů z Jižní Ameriky. Hrálo 16 týmů (201 hráčů), takže k vítězství v turnaji postačovaly 4 vítězné zápasy. Itálie je absolvovala takto:
1. kolo: Itálie - USA 1:0; čtvrtfinále: Itálie - Japonsko 8:0; semifinále: Itálie - Norsko 2:1
finále (16. srpna 1936): Itálie - Rakousko 2:1 (obě branky dal Frossi - v 70. a 92. minutě) za účasti 90 000 diváků, rozhodčí Němec Bauwens.
Pořadí v turnaji: 1. Itálie, 2. Rakousko, 3. Norsko.

## Hráčská statistika
| Sezóna  | Klub   | Liga    | Liga   | Liga | Ligové poháry | Ligové poháry | Ligové poháry | Kontinentální poháry | Kontinentální poháry | Kontinentální poháry | Celkem | Celkem |
| Sezóna  | Klub   | Soutěž  | Zápasy | Góly | Soutěž        | Zápasy        | Góly          | Soutěž               | Zápasy               | Góly                 | Zápasy | Góly   |
| ------- | ------ | ------- | ------ | ---- | ------------- | ------------- | ------------- | -------------------- | -------------------- | -------------------- | ------ | ------ |
| 1932/33 | Padova | Serie A | 12     | 2    | -             | 0             | 0             | -                    | 0                    | 0                    | 12     | 2      |
| 1933/34 | Padova | Serie A | 33     | 1    | -             | 0             | 0             | -                    | 0                    | 0                    | 33     | 1      |
| 1934/35 | Padova | Serie B | 26     | 1    | -             | 0             | 0             | -                    | 0                    | 0                    | 26     | 1      |
| 1935/36 | Lazio  | Serie A | 29     | 0    | IP            | 2             | 0             | -                    | 0                    | 0                    | 31     | 0      |
| 1936/37 | Lazio  | Serie A | 30     | 1    | IP            | 1             | 0             | Stř.P                | 6                    | 0                    | 37     | 1      |
| 1937/38 | Lazio  | Serie A | 24     | 0    | IP            | 1             | 0             | -                    | 0                    | 0                    | 25     | 0      |
| 1938/39 | Lazio  | Serie A | 21     | 1    | IP            | 1             | 1             | -                    | 0                    | 0                    | 22     | 2      |
| 1939/40 | Lazio  | Serie A | 28     | 1    | IP            | 3             | 1             | -                    | 0                    | 0                    | 31     | 2      |
| 1940/41 | Lazio  | Serie A | 19     | 1    | IP            | 3             | 0             | -                    | 0                    | 0                    | 22     | 1      |
| 1941/42 | Lazio  | Serie A | 18     | 4    | -             | 0             | 0             | -                    | 0                    | 0                    | 26     | 4      |
| Celkem  | Celkem | Celkem  | 240    | 12   | -             | 11            | 2             | -                    | 6                    | 0                    | 257    | 14     |

## Hráčské úspěchy

### Reprezentační
- 1x na OH (1936 - zlato)